# Oosternum attacomis
Oosternum attacomis är en skalbaggsart som beskrevs av Spangler 1962. Oosternum attacomis ingår i släktet Oosternum och familjen palpbaggar. Inga underarter finns listade i Catalogue of Life.